# Asienspiele 2006/Synchronschwimmen
Bei den Asienspielen 2006 in Doha, Katar, wurden vom 8. bis 9. Dezember 2006 insgesamt zwei Wettbewerbe im Synchronschwimmen ausgetragen, einer im Duett und einer in der Gruppe.
In beiden gewannen die chinesischen Starterinnen, gefolgt von den Mannschaften Japans. Bronze ging jeweils an Kasachstan im Duett und an Nordkorea in der Gruppe.

## Ergebnisse

### Duett
| Platz | Land       | Athletinnen                              |
| ----- | ---------- | ---------------------------------------- |
| 1     | China      | Jiang Tingting Jiang Wenwen Wang Na      |
| 2     | Japan      | Saho Harada Ayako Matsumura Emiko Suzuki |
| 3     | Kasachstan | Ainur Kerei Anna Kulkina Arna Toktagan   |

Der Wettbewerb wurde am 8. Dezember ausgetragen.

### Mannschaft
| Platz | Land      | Athletinnen |
| ----- | --------- | --- |
| 1     | China     | Gu Beibei Jiang Tingting Jiang Wenwen Liu Ou Sun Qiuting Wang Na Wu Yiwen Zhang Xiaohuan Zhu Zheng                                         |
| 2     | Japan     | Ai Aoki Reiko Fujimori Saho Harada Hiromi Kobayashi Erika Komura Takako Konishi Ayako Matsumura Emiko Suzuki Erina Suzuki Masako Tachibana |
| 3     | Nordkorea | Hwang Kum-song Kim Ok-gyong Kim Yong-mi So Un-byol Tokgo Pom Wang Ok-gyong Yun Hui                                                         |

Der Wettbewerb wurde am 9. Dezember ausgetragen.

## Medaillenspiegel
| Platz | Land       | Gold | Silber | Bronze | Gesamt |
| ----- | ---------- | ---- | ------ | ------ | ------ |
| 01    | China      | 2    | —      | —      | 2      |
| 02    | Japan      | —    | 2      | —      | 2      |
| 03    | Kasachstan | —    | —      | 1      | 1      |
| 03    | Nordkorea  | —    | —      | 1      | 1      |